# Alessandro Semprini
Alessandro Semprini (Brescia, 24 febbraio 1998) è un calciatore italiano, difensore del Ciliverghe.

## Caratteristiche tecniche
È un terzino destro dotato di un buon dribbling e bravo negli anticipi. Può essere utilizzato come centrale di destra in una difesa a 3.

## Carriera

### Club
Cresciuto nel settore giovanile del Brescia, nella stagione 2016-2017 è stato ceduto in prestito alla Juventus dove è stato aggregato alla formazione primavera.
Rientrato alla base, nella stagione successiva disputata principalmente in primavera è riuscito a debuttare fra i professionisti giocando l'incontro di Coppa Italia vinto 1-0 contro il Padova.
Il 16 gennaio 2018 è stato ceduto in prestito semestrale all'Arezzo. Con il club amaranto ha collezionato 10 incontri in Serie C trovando anche la prima rete in carriera.
Scaduto il prestito ha rinnovato il proprio contratto con il Brescia fino al 2021 ed è stato promosso definitivamente in prima squadra.
Ha debuttato in Serie B il 24 novembre 2018 in occasione della sfida esterna persa 2-1 contro il Venezia ed al termine della stagione ha conquistato la promozione in Serie A.
Il 5 gennaio 2020 ha debuttato nella massima divisione italiana giocando l'incontro perso 2-1 contro la Lazio ed il 26 giugno seguente ha segnato la prima rete con la maglia del Brescia nella sfida casalinga pareggiata 2-2 contro il Genoa.
Il 9 settembre 2021, dopo esser rimasto svincolato, firma un contratto annuale con la Carrarese, club militante in Serie C.
Il 4 agosto 2022, Semprini passa a titolo definitivo al Trento, sempre in Serie C, con cui firma un contratto biennale. Dopo una stagione in maglia giallo-blu, il giocatore rescinde consensualmente il proprio accordo con la società il 1º settembre 2023.

### Nazionale
Nel 2014 ha giocato 2 partite con la nazionale Under-16.

## Statistiche

### Presenze e reti nei club
Statistiche aggiornate al 4 maggio 2025.
| Stagione        | Squadra         | Campionato      | Campionato | Campionato | Coppe nazionali | Coppe nazionali | Coppe nazionali | Coppe continentali | Coppe continentali | Coppe continentali | Altre coppe | Altre coppe | Altre coppe | Totale | Totale |
| Stagione        | Squadra         | Comp            | Pres       | Reti       | Comp            | Pres            | Reti            | Comp               | Pres               | Reti               | Comp        | Pres        | Reti        | Pres   | Reti   |
| --------------- | --------------- | --------------- | ---------- | ---------- | --------------- | --------------- | --------------- | ------------------ | ------------------ | ------------------ | ----------- | ----------- | ----------- | ------ | ------ |
| 2017-gen. 2018  | Brescia         | B               | 0          | 0          | CI              | 2               | 0               | -                  | -                  | -                  | -           | -           | -           | 2      | 0      |
| gen.-giu. 2018  | Arezzo          | C               | 10         | 1          | CI+CI-C         | -               | -               | -                  | -                  | -                  | -           | -           | -           | 10     | 1      |
| 2018-2019       | Brescia         | B               | 6          | 0          | CI              | 0               | 0               | -                  | -                  | -                  | -           | -           | -           | 6      | 0      |
| 2019-2020       | Brescia         | A               | 12         | 1          | CI              | 0               | 0               | -                  | -                  | -                  | -           | -           | -           | 12     | 1      |
| 2020-2021       | Brescia         | B               | 0          | 0          | CI              | 0               | 0               | -                  | -                  | -                  | -           | -           | -           | 0      | 0      |
| Totale Brescia  | Totale Brescia  | Totale Brescia  | 18         | 1          |                 | 2               | 0               |                    | -                  | -                  |             | -           | -           | 20     | 1      |
| 2021-2022       | Carrarese       | C               | 32+1       | 0          | CI-C            | 0               | 0               | -                  | -                  | -                  | -           | -           | -           | 33     | 0      |
| 2022-2023       | Trento          | C               | 18         | 0          | CI-C            | 1               | 0               | -                  | -                  | -                  | -           | -           | -           | 19     | 0      |
| 2023-2024       | Desenzano       | D               | 13+2       | 1          | CI-D            | 0               | 0               | -                  | -                  | -                  | -           | -           | -           | 15     | 1      |
| 2024-2025       | Ciliverghe      | D               | 28         | 1          | CI-D            | 0               | 0               | -                  | -                  | -                  | -           | -           | -           | 28     | 1      |
| Totale carriera | Totale carriera | Totale carriera | 119+3      | 4          |                 | 3               | 0               |                    | -                  | -                  |             | -           | -           | 125    | 4      |

## Palmarès

### Club

#### Competizioni nazionali
- Campionato italiano di Serie B: 1

Brescia: 2018-2019